# Едуар Плантажене
Едуар Е. Плантажене (на френски: Edouard E. Plantagenet) с истински имена Едуар Игнас Анжел (Edouard Ignace Engel), е белгийски и френски журналист, писател и масон.

## Биография
Роден е на 11 март 1893 година в Брюксел, Белгия. През 1911 година се премества във Франция, а през 1928 година получава френско гражданство.
През 1925 година създава масонска ложа в Париж, редактор е на списание „Анал Масоник“ (Les Annales maçonniques) и на международното издателство „Пе“ (La Paix), и е председател на профсъюза на редакторите и издателите на вестници във Франция. Изявява се като защитник на Кралство Югославия и пише книги срещу ВМРО и Усташа.
По време на Втората световна война през март 1942 година му е отнето френското гражданство заради масонството и е депортиран в концентрационен лагер в Германия, където умира през 1943 година.